# Luptătorii din umbră
Luptătorii din umbră sau Bătălia șinelor (în franceză La Bataille du rail) este un film franțuzesc din 1946 regizat și co-scris de René Clément. Filmul descrie eforturile feroviarilor din Rezistența Franceză de a sabota trenurile de transport militare germane în timpul celui de-al doilea război mondial, în special în timpul invaziei Normandiei de către forțele aliate. Mulți dintre actori au fost feroviari autentici. În timp ce criticii au tratat adesea ca fiind istoric similar cu neorealismul italian, filmul este mai aproape de documentarele tradiționale la care regizorul a lucrat anterior.
Filmul a fost prezentat la Festivalul de Film de la Cannes din 1946, unde a câștigat premiul internațional al juriului, iar Clément a câștigat premiul pentru cel mai bun regizor. Filmul a câștigat și premiul inaugural Méliès. În 1949, filmul a fost distribuit în America de Arthur Mayer și Joseph Burstyn. 

## Prezentare
Acest film urmărește rezistența lucrătorilor feroviari francezi în timpul celui de-al doilea război mondial și eforturile lor (sabotarea trenurilor și a liniilor de cale ferată) pentru a perturba traficul feroviar în timpul ocupației naziste.
René Clément exaltă imaginea eroică a lucrătorului feroviar din Rezistență și povestește sabotajul feroviar și alte acțiuni clandestine, în timpul ocupației germane, ale angajaților feroviari ai noului SNCF2.

## Distribuție
- Jean Clarieux - Lampin
- Jean Daurand - feroviar
- Jacques Desagneaux - Athos
- François Joux - feroviar
- Pierre Latour - feroviar
- Tony Laurent - Camargue
- Robert Leray - șef de stație
- Pierre Lozach - feroviar
- Pierre Mindaist - feroviar
- Léon Pauléon - station master St-André
- Fernand Rauzéna - feroviar
- Redon - mecanic
- Michel Salina - German